# برايان أوليفر
برايان أوليفر (بالإنجليزية: Brian Oliver)‏ هو منتج أفلام أمريكي، ولد في 29 يناير 1971 في سان فرانسيسكو في الولايات المتحدة.

## وصلات خارجية
- الموقع الرسمي
- برايان أوليفر على موقع IMDb (الإنجليزية)
- برايان أوليفر على موقع قاعدة بيانات الفيلم (الإنجليزية)